# Reut
Reut é um município da Alemanha, situado no distrito de Rottal-Inn, no estado da Baviera. Tem 30,76 km² de área, e sua população em 2019 foi estimada em 1.681 habitantes.